# Flirtea alpha
Flirtea alpha is een hooiwagen uit de familie Cosmetidae.